# Paroisse de Saint-Landry
La paroisse de Saint-Landry (anglais : Saint Landry Parish) est située dans l'État américain de la Louisiane. La paroisse, nommée en l'honneur de Landry de Paris, est une des 22 paroisses de la région officielle de l'Acadiane. 

## Géographie
Son siège est à Opelousas. Selon le recensement de 2000, sa population est de 87 700 habitants. Elle a une superficie de 2 405 km2 de terre émergée et 26 km2 d’eau.
Elle est enclavée entre la paroisse d'Avoyelles au nord, la paroisse de la Pointe Coupée à l’est, la paroisse de Saint-Martin au sud-est, la paroisse de Lafayette au sud, la paroisse de l'Acadie au sud-ouest et la paroisse d'Evangeline au nord-ouest.  

### Municipalités
La paroisse est divisée en 12 villes et villages : 
- Arnaudville
- Cankton
- Grand Coteau
- Eunice
- Krotz Springs
- Léonville
- Melville
- Opelousas
- Palmetto
- Port Barre
- Sunset
- Washington

## Démographie
| Groupe                           | Paroisse de Saint-Landry | Louisiane | États-Unis |
| -------------------------------- | ------------------------ | --------- | ---------- |
| Blancs                           | 55,9                     | 62,6      | 72,4       |
| Afro-Américains                  | 41,3                     | 32,0      | 12,6       |
| Métis                            | 1,3                      | 1,6       | 2,9        |
| Autres                           | 0,8                      | 1,6       | 6,4        |
| Asiatiques                       | 0,4                      | 1,6       | 4,8        |
| Amérindiens                      | 0,3                      | 0,7       | 0,9        |
| Total                            | 100                      | 100       | 100        |
|                                  |                          |           |            |
| Hispaniques et Latino-Américains | 1,6                      | 37,6      | 16,7       |

Selon l'American Community Survey, en 2010, 87,73 % de la population âgée de plus de 5 ans déclare parler l'anglais à la maison, 10,08 % le français, 1,10 % l'espagnol, 0,67 % un créole français et 0,22 % une autre langue.

## Histoire
Le 28 septembre 1868, eut lieu le Massacre d'Opelousas (en) consistant à l'élimination des républicains noirs dans la paroisse de Saint-Landry.